# Glückstadt
Glückstadt (dänisch: Lykstad) ist eine rechts der Unterelbe gelegene Kleinstadt in Schleswig-Holstein. Sie ist nach Itzehoe die zweitgrößte Stadt im Kreis Steinburg, der zur Metropolregion Hamburg gezählt wird. Glückstadt ist überregional bekannt durch die traditionsreiche Matjes-Produktion und durch die Elbfähre Glückstadt–Wischhafen, die die Elbmarschen in Holstein mit dem Elbe-Weser-Dreieck in Niedersachsen verbindet.

## Geographie

### Geographische Lage
Das Gemeindegebiet von Glückstadt erstreckt sich am nordöstlichen Ufer der Elbe im Bereich der Krempermarsch, einer der Holsteinischen Elbmarschen. Die Stadt liegt etwa bei Elbkilometer 674. Innerhalb des Gemeindegebiets liegt ebenfalls die im Flusslauf der Elbe gelegene Rhinplate, die das Hauptgewässer der Bundeswasserstraße zur holsteinischen Uferseite hin abtrennt. Das Stadtgebiet ist zur Elbe hin zusätzlich durch Deichbauten geschützt und befindet sich teilweise unterhalb von Normalhöhennull. Im südöstlichen Stadtgebiet mündet der Kremper Rhin in den Herzhorner Rhin. Dieser entwässert etwa 1,4 Kilometer unterhalb vom Zusammenfluss durch zwei Schleusenbauwerke und ein Schöpfwerk in den Außenhafen von Glückstadt und mündet dort in die Elbe.

### Stadtgliederung
Die Stadt besteht neben der Kernstadt aus den Stadtteilen Bole, Butendiek, Kimming, Nord, Gewerbegebiet und Tegelgrund und den Siedlungen Nordmarksiedlung, Hans-Böckler-Siedlung und Temming-Siedlung.

### Nachbargemeinden
Benachbarte Gemeindegebiete von Glückstadt sind:
|                                                         | Borsfleth                                   | Blomesche Wildnis       |
| Wischhafen (Niedersachsen), Drochtersen (Niedersachsen) | Kompassrose, die auf Nachbargemeinden zeigt | Engelbrechtsche Wildnis |
|                                                         | Kollmar                                     |                         |

### Geologie
Glückstadt lagert auf Marschland, das erst wenige Jahre vor der Stadtgründung zu diesem Zweck eingedeicht wurde.

## Geschichte

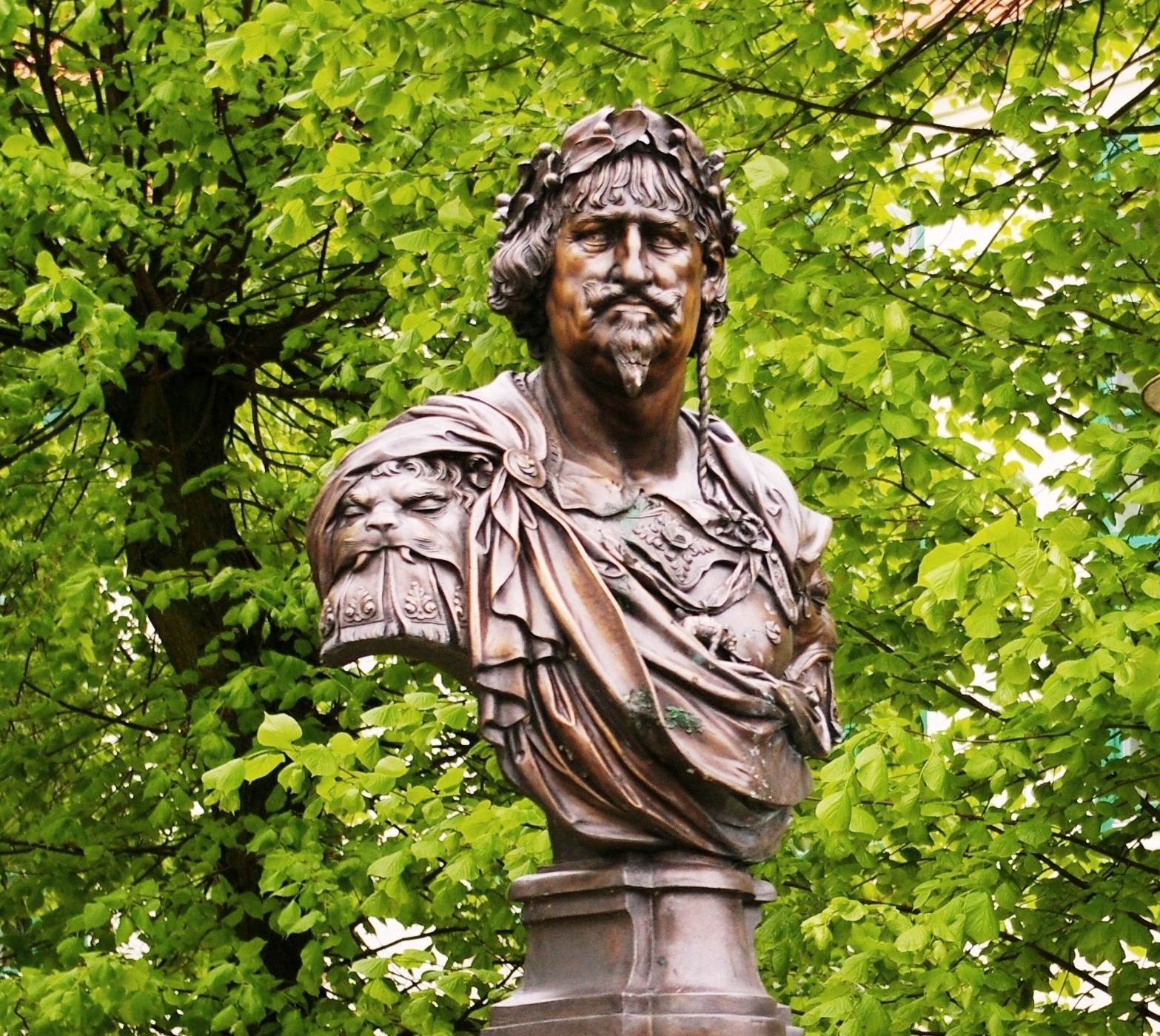
Monument König Christian IV.

Glückstadt wurde 1617 von Christian IV. (Dänemark und Norwegen) gegründet, um dem wachsenden Hamburg einen Gegenpol zu bieten. Der Ort wurde nach Plänen des in holländischen Diensten stehenden französischen Festungsbaumeisters Pieter de Perceval in Niederländischer Festungsmanier errichtet und sollte eine uneinnehmbare Festungs- und Hafenstadt an der Unterelbe werden. Der Name Glückstadt und die Fortuna im Wappen standen sinnbildlich für diesen Plan: „Dat schall glücken und dat mutt glücken, und denn schall se ok Glückstadt heten!“ (Christian IV.).

### Zuflucht
Der König versuchte, neue Einwohner durch das Versprechen der Religionsfreiheit zu gewinnen. Die ersten Einwohner übersiedelten aufgrund der kostenlos zur Verfügung gestellten Baugrundstücke und Steuerfreiheiten aus den Orten der näheren Umgebung in die neue Stadt. Im Jahre 1619 erhielten aus Portugal vertriebene und anfangs in die Niederlande geflüchtete sephardische Juden ein Privileg für die Ansiedlung in Glückstadt. Zusammen mit den wegen des spanisch-niederländischen Krieges aus den Niederlanden geflohenen Reformierten siedelten sie sich ab 1620 in der neuen Stadt an. Glückstadt war damit auch eine Exulantenstadt.
Beide Exulantengruppen waren in den Gründungsjahren Glückstadts bis Anfang der 1640er Jahre wichtige Impulsgeber für die Wirtschaft der Stadt. Neben sephardischen Juden und Reformierten kamen auch Katholiken, niederländische Mennoniten (Täufer) und Remonstranten in die Stadt. Die Katholiken durften ihre Religion zunächst (im lutherischen Holstein) nicht offen ausüben. Die jüdische Gemeinde erhielt ebenso wie die niederländischen Gemeinden einen eigenen, heute noch bestehenden Jüdischen Friedhof. Die Ansiedlung von Unitariern konnte indes nicht realisiert werden.
Die Festung, deren Ausbau ab 1619 energisch vorangetrieben wurde, bewährte sich im Dreißigjährigen Krieg. Glückstadt blieb die einzige Festung in Schleswig-Holstein, die während des Krieges nicht durch Belagerung bezwungen werden konnte.

### Verwaltungsstadt

Glückstadt mit der Festungsanlage und dem Schloss im Jahre 1762

Nach dem Dreißigjährigen Krieg verließen die meisten Exulanten 1644–1648 Glückstadt, das jetzt fast ausschließlich eine Festungs-, Residenz- und Verwaltungsstadt wurde. Die Mennoniten besaßen jedoch noch bis ins 18. Jahrhundert ein Gebetshaus in der Stadt. Die niederländische Kirche in der Schlachterstraße wurde noch bis 1816 als reformierte Kirche geführt. Der historische Stadtkern ist bis heute ein Musterbeispiel für eine auf dem Reißbrett entworfene Fürstenstadt der Neuzeit.
Wirtschaftlich bedeutend waren Zucker-, Salz- und Seifensiedereien, eine Ölmühle, eine Münze und der Walfang um Grönland. Glückstadt wurde 1659 kurzfristig Sitz der Glückstädter Africanischen Kompanie, die 1671 zugrunde ging, sowie von einer isländischen und norwegischen Handelskompanie.
1649 wurde die Regierungskanzlei für die königlichen Landesteile von Schleswig und Holstein von Flensburg nach Glückstadt verlegt, so dass Glückstadt Verwaltungszentrum wurde. 1713 wurde die Funktion auf die königlichen Teile Holsteins beschränkt, nach dem Ende des Gottorfer Herzogtums 1773 aber auf ganz Holstein ausgedehnt. Nach der Trennung von Justiz und Verwaltung 1834 blieb Glückstadt Sitz des holsteinischen Obergerichts, das bis 1867 bestand. Ab 1867 gab es hier nur noch ein Amtsgericht, das 1982 aufgehoben wurde. Seit 1867 gehörte Glückstadt zum Kreis Steinburg. Als „Hauptstadt“ Holsteins wurde Glückstadt 1845 an die neu errichtete Stammstrecke der Schleswig-Holsteinischen Marschbahn-Gesellschaft angeschlossen.

### Außerhalb des Fahrwassers

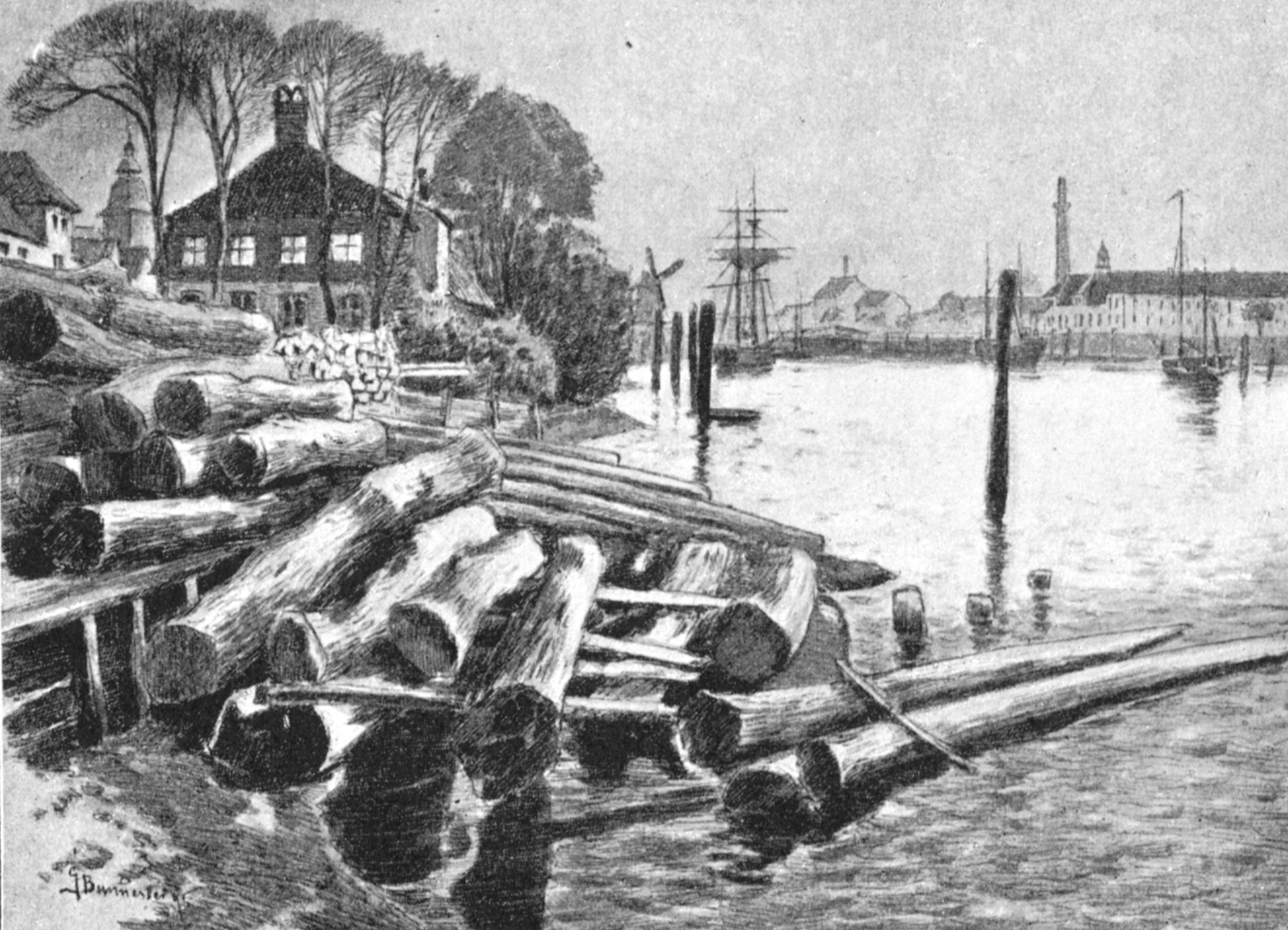
Glückstadt um 1895

Briefkopf der 1868 gegründeten Dampf-Seifen Fabrik Th. v. Leesen am Hafen der Stadt

Bereits im 18. Jahrhundert war der wirtschaftliche Höhepunkt Glückstadts erreicht, und es zeigte sich, dass die Konkurrenz Hamburgs und Altonas zu stark war. Entscheidend war hierbei, dass die Schifffahrt durch die heute vor der Stadt in der Elbe liegende Sandbank behindert wurde und das tiefe Fahrwasser westlich der Sandbank in Richtung Hamburg erhalten blieb. Insgesamt war die Entwicklung Glückstadts deutlicher von Militär und Regierung geprägt als von Gewerbe und Handel. Später siedelten sich noch einige bedeutende Betriebe an, z. B. ein Ausbesserungswerk und die Firma Gehlsen mit einem Sägewerk, allerdings schlossen diese und einige andere Betriebe gegen Ende des 20. Jahrhunderts.
Die Druckerei Augustin war weit über die Grenzen Deutschlands hinaus bekannt. Sie besaß mit dem Drucken fremder Sprachen wie Chinesisch, Arabisch, Hebräisch, Koptisch, Sanskrit, Japanisch und mit dem Drucken von Hieroglyphen ein Alleinstellungsmerkmal. Ein Schwerpunkt war der Druck chinesischer Schriften, die von den Setzern nach dem Bild der Seiten gesetzt wurden. Das geschah mit dem sogenannten chinesischen Zirkel, in dem die Schriftzeichen kreisförmig sortiert und nummeriert waren. Im März 1912 kam dieser chinesische Zirkel mit dem Postschiff aus Shanghai in Glückstadt an. Jimmy Ernst, der Sohn von Max Ernst und Luise Straus-Ernst, machte hier von 1934 bis 1938 seine Lehre als Schriftsetzer, bis ihm mit Hilfe des Druckers Heinrich W. Augustin die Flucht nach Amerika gelang. In den 70er Jahren endete der Bleisatz der Druckerei Augustin. Der Betrieb wurde über eine Auffanggesellschaft modernisiert und weitergeführt. Die alten Räume der Setzerei und Druckerei wurden geschlossen und blieben weitgehend unverändert.
Die Süberlingsche Kapelle und Musikschule existierte von 1877 bis 1937.

### NS-Zeit
Zur Zeit des Nationalsozialismus nahm von Anfang April 1933 bis zum 26. Februar 1934 die Am Jungfernstieg in einem ehemaligen dänischen Militärdepot untergebrachte Landesarbeitsanstalt (von 1875 bis 1929 Provinzial-Korrektionsanstalt für die Provinz Schleswig-Holstein genannt) zusätzlich ein Schutzhaftlager auf. Das Gebäude wurde ab 1949 und bis 1974 als Landesfürsorgeheim Glückstadt zur Umerziehung von Jugendlichen weitergenutzt. Während dieser Zeit kam es systematisch zu gewalttätigem Missbrauch durch Heimangestellte und wirtschaftlicher Ausbeutung der dort eingesperrten Jugendlichen.
Während des Zweiten Weltkrieges, im Jahr 1942 wurde das Marinelazarett Glückstadt in der Engelbrechtschen Wildnis eingeweiht. Als zum Ende des Krieges Deutschland schrittweise von den Alliierten besetzt wurde, unterschrieb Hans-Georg von Friedeburg im Auftrag des letzten Reichspräsidenten Karl Dönitz, der sich zuvor mit der letzten Reichsregierung in den Sonderbereich Mürwik abgesetzt hatte, am 4. Mai bei Lüneburg, die Teilkapitulation der Wehrmacht für Nordwestdeutschland, Dänemark und die Niederlande. Am Nachmittag des darauffolgenden Tages zog ein britisches Vorauskommando, das aus drei britischen Panzerspähwagen bestand, in die Stadt ein. Zwei Tage später erfolgte letztlich die eigentliche Besetzung des südwestlichen Schleswig-Holsteins durch einen britischen Hauptverband. Zum Kriegsende verdoppelte sich die Einwohnerzahl der Stadt durch den Zuzug von Flüchtlingen, vor allem aus Ostpreußen.

### Nachkriegszeit
Zur Linderung der Wohnungsnot wurden nach dem Zweiten Weltkrieg vor allem weitere Wohnsiedlungen im Stil der 1950er Jahre erschlossen. Ein weiterer Stadtteil, vorwiegend mit Eigenheimen bebaut, entstand in den 1970er Jahren nach Eindeichung eines weiteren Bereichs des Elbvorlands. Weitere Stadtteile mit Eigenheimen folgten auch später noch.

### Eingemeindungen
Das Gebiet der Stadt Glückstadt wurde am 1. Januar 1974 durch Umgliederungen aus den Nachbargemeinden Blomesche Wildnis, Borsfleth, Engelbrechtsche Wildnis und Herzhorn vergrößert.
Einwohnerzahlen
| Datum      | Glückstadt | Blomesche Wildnis | Borsfleth | Engelbr. Wildnis | Herzhorn |
| ---------- | ---------- | ----------------- | --------- | ---------------- | -------- |
| 06.06.1961 | 12.348     | 370               | 34        | 216              | 243      |
| 27.05.1970 | 11.720     | 317               | 33        | 205              | 226      |
| 31.12.2017 | 11.143     |                   |           |                  |          |

## Religionen
In der Stadt gibt es heute jeweils eine evangelisch-lutherische (Stadtkirche) und eine römisch-katholische (Sankt Marien) Kirchengemeinde. Des Weiteren besteht die pfingstlerische Freie Christengemeinde Glückstadt und die pietistisch geprägte Gemeinschaft in der Landeskirche.
In der Gründungszeit der Stadt gab es jedoch noch weitere Religionsgemeinschaften, die die Stadt über mehrere Generationen geprägt haben. Eine der ersten Exilantengruppen, die sich in Glückstadt ansiedelten, waren niederländische Reformierte (Contraremonstranten). Ebenfalls aus den Niederlanden kamen Remonstranten und Mennoniten (Täufer). Im Jahr 1624 garantierte Christian IV. in einem Toleranzedikt allen drei niederländischen Religionsgemeinschaften ihre Religion und Zusammenkünfte frey, sicher und womögliches ungehindert innerhalb beschlossen Thüren exercieren zu dürfen. Die Mennoniten waren zudem gegen Zahlung einer jährlichen Gebühr von Bürgermilitär und Bürgereid befreit. Reformierte, Remonstranten und Mennoniten nutzten in den ersten Jahren gemeinsam das zweistöckige Haus in der Schlachterstraße 7 als Kirche und Schule. Außerhalb der damaligen Stadtgrenzen an der Itzehoer Straße gab es einen gemeinsamen niederländischen Friedhof (auch Reformierter Friedhof genannt). Die Remonstrantengemeinde löste sich jedoch noch im Laufe des 17. Jahrhunderts auf, und die Mennonitengemeinde konnte mit dem Kauf des Hauses Am Hafen 34 im Jahr 1655 ein eigenes Gebetshaus etablieren. Dieses Haus wurde noch bis 1734 als Mennonitenkirche genutzt. Anschließend wurde es der noch heute bestehenden Mennonitengemeinde in Altona übergeben, die es 1792 schließlich verkaufte. Die Kirche in der Schlachterstraße 7 wurde noch bis 1816 als reformierte Kirche weitergeführt. Zwei Jahre später wurde jedoch auch diese Kirche verkauft. Der ehemals gemeinsam genutzte niederländische Friedhof wurde zeitweise noch von der katholischen Gemeinde genutzt und wird heute von der lutherischen Gemeinde verwaltet.
Neben den drei aus den Niederlanden stammenden protestantischen Religionsgemeinschaften bildeten die aus Portugal stammenden sephardischen Juden eine weitere nicht unbedeutende Religionspartei der ersten zwei Jahrhunderte. Bereits 1619 hatte ihnen der dänische König Christian IV. ein Toleranzprivileg ausgestellt, das ihnen auch innere Rechtsautonomie und uneingeschränkte Handelsfreiheit innerhalb des dänischen Gesamtstaates zusicherte. 1630 wurde ihnen der Bau einer Synagoge gestattet. 1767 wurde die Synagoge in der Königstraße 6 neu aufgebaut. In den folgenden Generationen nahm die Zahl jüdischer Bürger jedoch immer weiter ab, was schließlich zum Verkauf und Abbruch der Synagoge im Jahr 1895 führte. Der jüdische Friedhof von 1622 ist jedoch zum Teil erhalten geblieben. Noch heute befinden sich dort Grabsteine sephardischer Juden aus dem 17. und 18. Jahrhundert. Die Stadt Glückstadt hatte sich nach dem Tod des letzten jüdischen Einwohners im Jahr 1914 verpflichtet, den Friedhof an der Pentzstraße instand zu halten. Dennoch wurden in der NS-Zeit sämtliche Grabsteine entfernt und das Gelände eingeebnet. Nach 1945 wurde der Versuch unternommen, den Friedhof zu rekonstruieren. Waren es in den ersten Jahrzehnten ausschließlich aus Portugal stammende sephardische Juden, siedelten sich später auch deutsche Juden in Glückstadt an.
Eine weitere Religionsgemeinschaft waren die Katholiken, denen 1630 erstmals gestattet wurde, im Haus des spanischen Konsuls Gabriel de Roy private Gottesdienste abzuhalten. Von 1687 an versammelte sich die katholische Gemeinde in einer kleinen Kapelle Am Hafen 25. 1782 konnte die erste katholische Kirche an der namenlosen Straße fertiggestellt werden. 1966 wurde schließlich die noch heute genutzte Marienkirche eingeweiht. Zwischen 1645 und 1773 befand sich in Glückstadt eine Missionsstation der Jesuiten. Zeitweise wurde der Reformierte (Niederländische) Friedhof auch als Begräbnisstätte der Katholiken genutzt.
In den 1660er Jahren gab es auch Bemühungen, die von der Gegenreformation aus Polen-Litauen vertriebenen Unitarier (Polnische Brüder) in Glückstadt anzusiedeln. Initiator war hier vor allem der polnische Theologe Stanisław Lubieniecki, der zuvor bereits am Königshof in Kopenhagen für ein Asyl geworben hatte. Die Unitarier warben gegenüber dem Stadtrat damit, dass sie die Stadt durch Wälle vor Überflutungen der Elbwiesen sichern könnten. Zudem hätten sie für die religiöse Toleranz eine größere Geldsumme gezahlt. Dennoch misslang eine Ansiedlung und Gemeindebildung in Glückstadt.

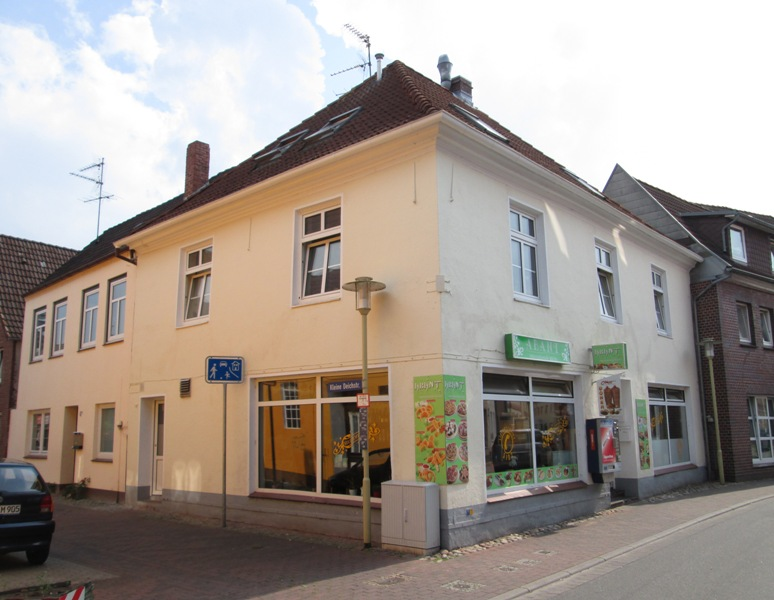
Ehemalige Kirche und Schule der niederländischen Gemeinden
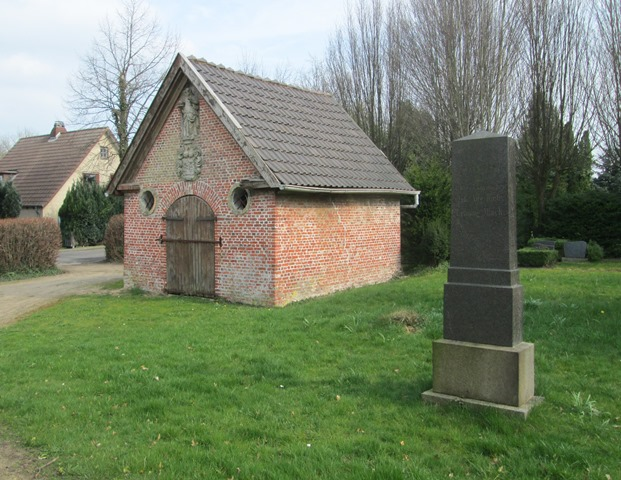
Kapelle von 1692 auf dem Reformierten (Niederländischen) Friedhof, gelegen an der Itzehoer Straße/Holländergang außerhalb des Stadtgrabens
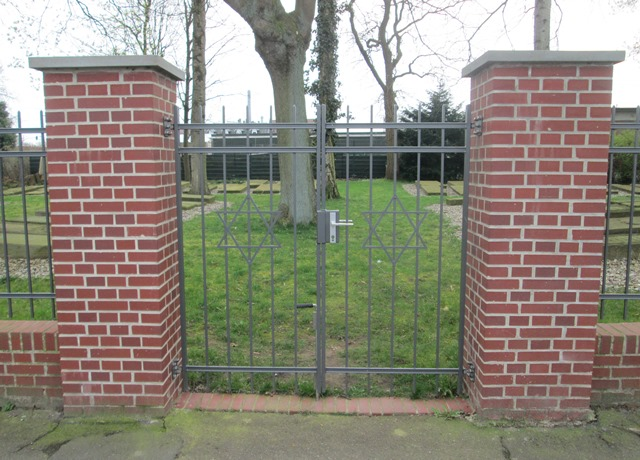
Das mit zwei Davidsternen versehene Eingangstor zum wiederhergestellten Jüdischen Friedhof

## Politik
Jahrelang galt Glückstadt aufgrund des hohen Arbeiteranteils in der Bevölkerung als Hochburg der SPD im sonst eher landwirtschaftlich geprägten Kreis Steinburg, später glichen sich nach Eingemeindungen von Teilen des Amtes Herzhorn und dem Zuzug neuer Einwohner die Stimmenanteile dem Bundesdurchschnitt an. Bei den Kommunalwahlen im Jahre 2003 konnten die CDU und die FDP einen großen Sieg verbuchen. Der Verlierer war die Wählergemeinschaft GWG. Die SPD gewann die Landtagswahl und die Bundestagswahl im Jahr 2005 zumindest in Glückstadt.

### Stadtvertretung
- CDU: 8
- Grüne: 3
- SPD: 4
- FDP: 3
- BFG: 7

Die Stadtvertretung ist die kommunale Volksvertretung der Stadt Glückstadt. Über die Zusammensetzung entscheiden die Bürger alle fünf Jahre. Die letzte Kommunalwahl fand am 14. Mai 2023 statt. Diese führte bei einer Wahlbeteiligung von 44,4 % zu nebenstehender Zusammensetzung der Stadtvertretung.

### Wappen
Blasonierung: „Das Wappen der Stadt Glückstadt zeigt in blau die unbekleidete weiße Glücksgöttin (Fortuna) mit goldenen Haaren, mit ihrem rechten Fuß auf einer goldenen Kugel stehend und mit beiden Händen ein geblähtes Segel in Weiß haltend.“

### Patenschaft
Am 2. August 1953 beschloss die Stadtverordnetenversammlung der Stadt Glückstadt unter Leitung von Bürgermeister Horn und Bürgervorsteher Gosau die Übernahme der Patenschaft über die ehemalige Stadt Stolpmünde in Polen. Besiegelt wurde dies mit einer Patenschaftsurkunde.

## Kultur und Sehenswürdigkeiten

### Historische Altstadt
Glückstadt ist auf einem geplanten, annähernd sechseckigen Grundriss errichtet. Den Mittelpunkt bildet der Marktplatz mit dem Rathaus und der Kirche, der vom Fleth unterbrochen wird und auf den sieben Straßen radial zulaufen. Der historische Grundriss ist bis heute erhalten und stellt damit ein in Schleswig-Holstein seltenes Beispiel einer Stadt „vom Reißbrett“ dar. Die historische Altstadt ist fast geschlossen erhalten, doch gibt es neben vielen gepflegten historischen Bauten noch sehr viele Beispiele missverstandener „Modernisierung“ der 1960er und 1970er Jahre. An die historische Altstadt grenzt der Glückstädter Hafen, der ebenfalls als sehenswert gilt. Außerdem laden die Deiche rund um die (Alt-)Stadt zu einem Spaziergang ein. 

### Museen und Ausstellungshäuser
Im 1632 erbauten Brockdorff-Palais befindet sich das Detlefsen-Museum, in dem die Stadtgeschichte und die Lebensweise während der vergangenen vier Jahrhunderte gezeigt werden. Das Museum selbst ist eines der ältesten erhaltenen Bauwerke der Stadt.
Am Hafenbecken, mitten im historischen Stadtkern Glückstadts, befindet sich das Palais für aktuelle Kunst (PaK). Es beherbergt die Ausstellungsräume eines Glückstädter Kunstvereins und zeigt auf 500 m² Ausstellungsfläche in verschiedenen Wechselausstellungen zeitgenössische Kunst.

### Bedeutende Bauwerke
- In der Altstadt befinden sich viele historische Häuser und Adelshöfe, beispielsweise das Wasmer-Palais, das Brockdorff-Palais (heute Museum und Stadtarchiv) und das Palais Quasi non Possidentes. Im Bereich des heutigen Hafens stand von 1630 bis etwa 1710 das im Auftrag von Christian IV. von Dänemark errichtete Glückstädter Schloss, dieses musste jedoch wegen Baufälligkeit abgetragen werden. Übrig geblieben ist lediglich das heute ebenfalls baufällige Provianthaus.

- Die Glückstädter Kirche, errichtet von 1618 bis 1623, ist ein Saalbau im Übergang von der Renaissance zum Frühbarock. Sie beherbergt neben dem Altar und dem Taufbecken verschiedene Kunstwerke aus ihrer Erbauungszeit. Am Turm ist ein Anker befestigt, der 1630 von einem hamburgischen Kriegsschiff erbeutet wurde.

- Das im Stil der Spätrenaissance errichtete Glückstädter Rathaus steht an dieser Stelle schon seit 1642. Als es Mitte des 19. Jahrhunderts zunehmend baufälliger wurde, wurde von 1873 bis 1874 ein Neubau errichtet, dessen Fassade dem Vorgängerbau nachgebildet wurde.

- An einem Haus am Binnenhafen ist der Wiebke-Kruse-Turm angebaut; das inzwischen stark veränderte Gebäude war ein Geschenk König Christians an seine Mätresse. Ebenfalls am Binnenhafen befinden sich der historische Salzspeicher[31] und das Königliche Brückenhaus als freistehende Gebäude.[32] Die gesamte Häuserzeile entlang des Binnenhafens steht unter Denkmalschutz.

- Auf der gegenüberliegenden Seite des Binnenhafens, am Rethövel, liegt das Adelspalais mit markantem Türmchen. Das Gebäude wurde vor dem Zweiten Weltkrieg als Frauengefängnis genutzt.

- An der Stelle der ehemaligen Admiralität steht eine 2002 errichtete Jugendherberge.[33] Das alte Sandsteinportal der Admiralität wurde restauriert und wird heute als Eingangsportal der Herberge genutzt.

- Am nördlichen Rand der Altstadt liegt auf dem künstlich aufgeschütteten Venusberg der ehemalige Wasserturm Glückstadt, in dem sich früher ein Restaurant befand, das einen schönen Blick auf die Deiche und die Elbe bot.

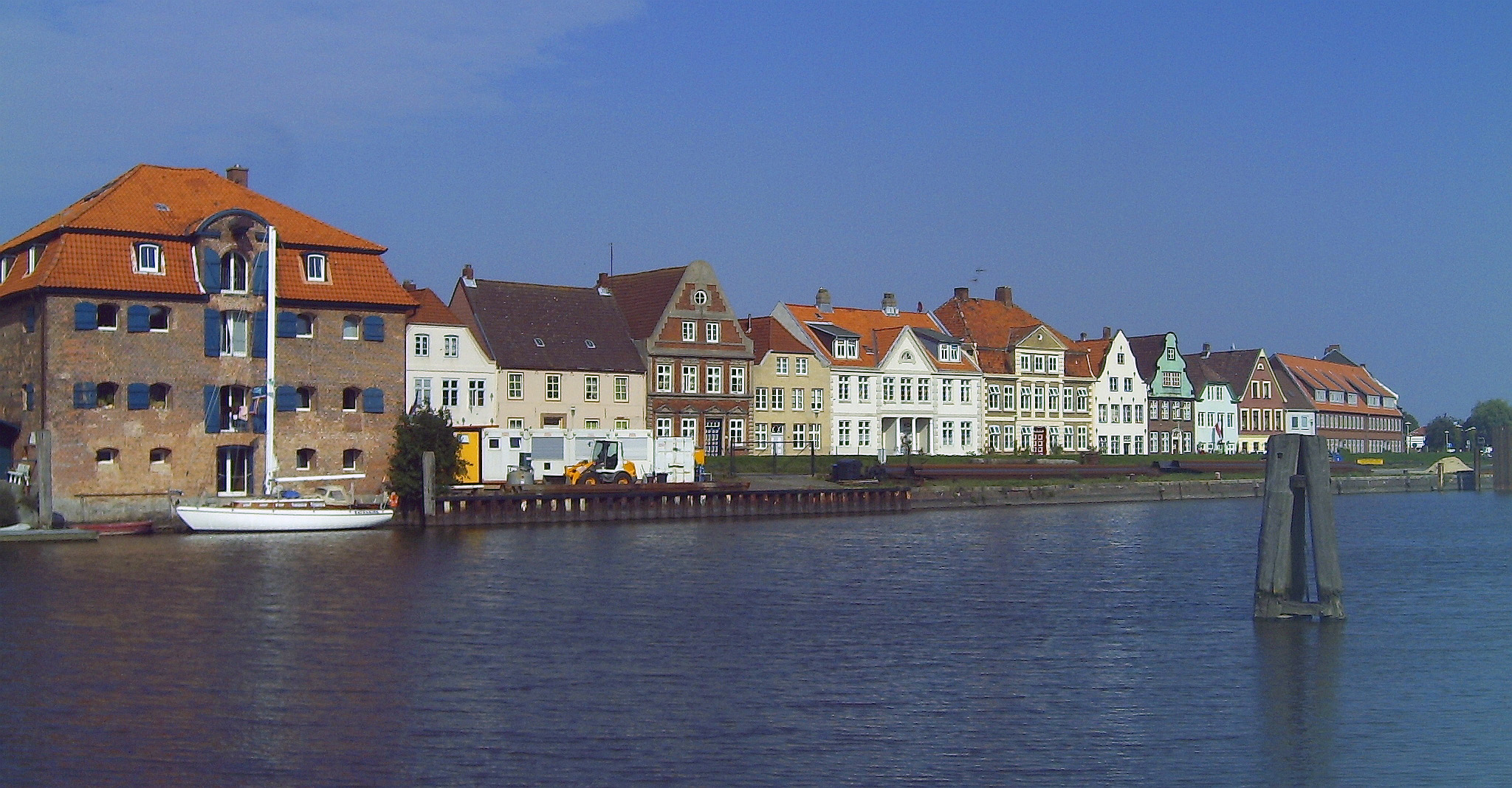
Häuserzeile am Binnenhafen
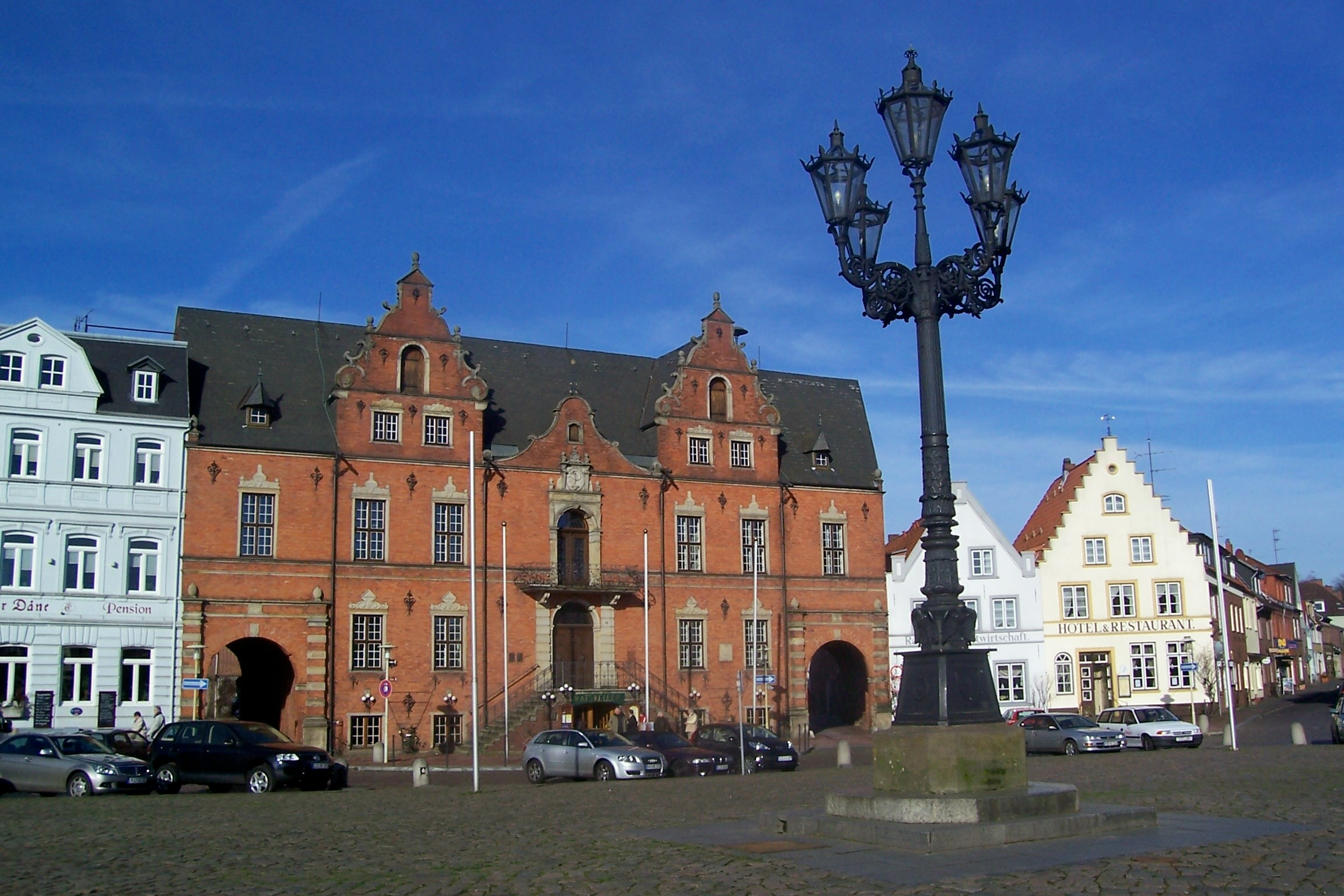
Marktplatz und Rathaus
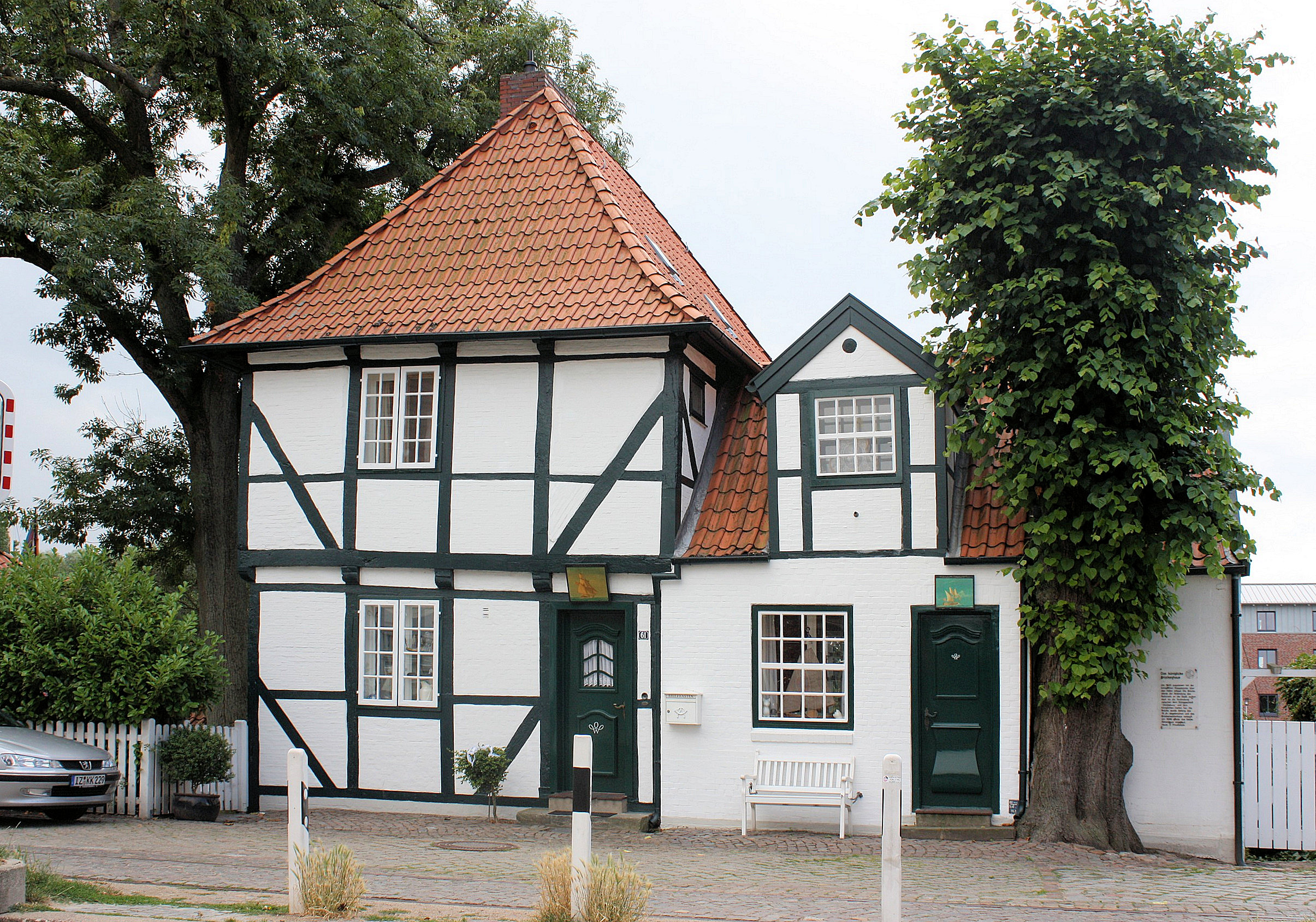
Brückenhaus
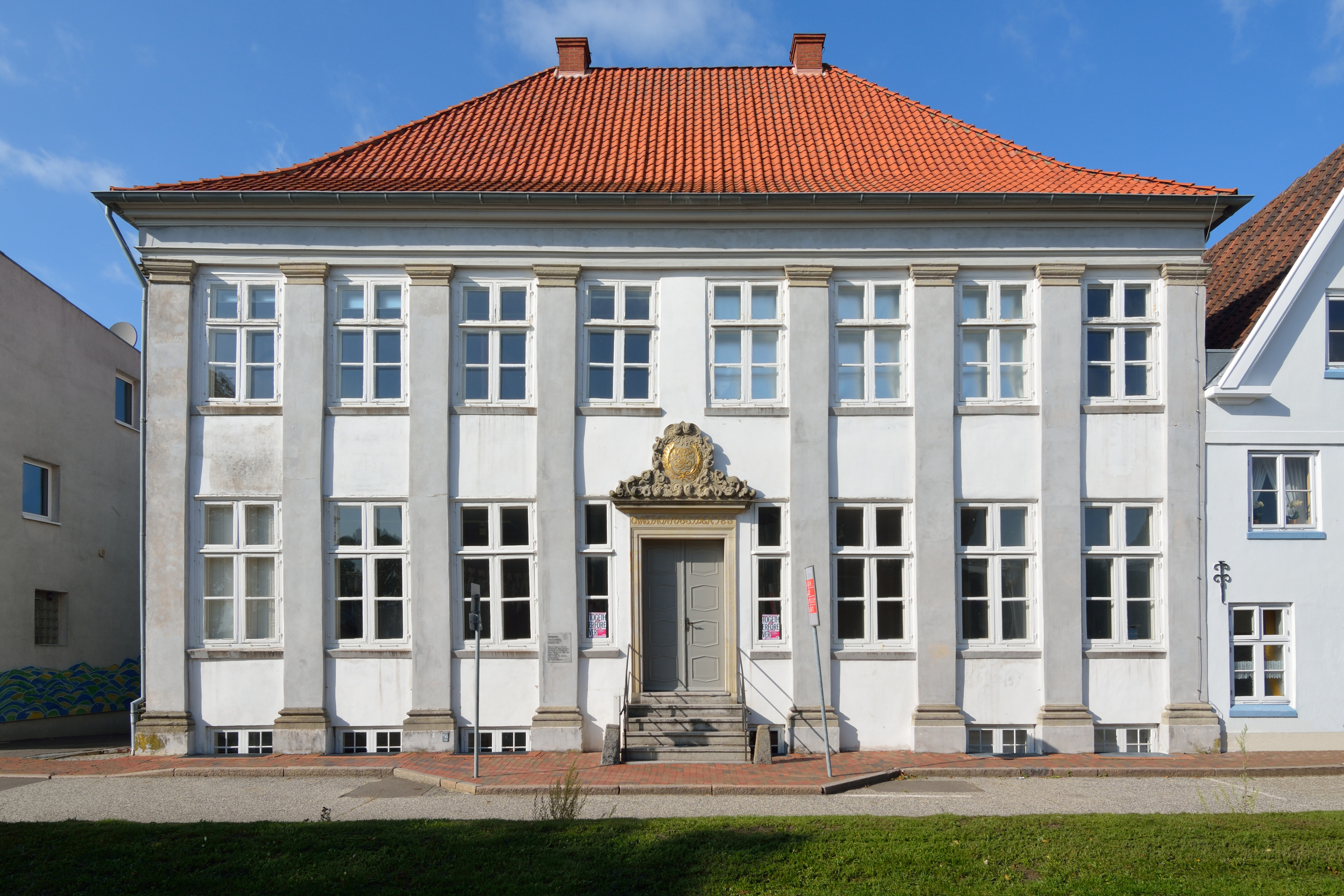
Palais Quasi non Possidentes
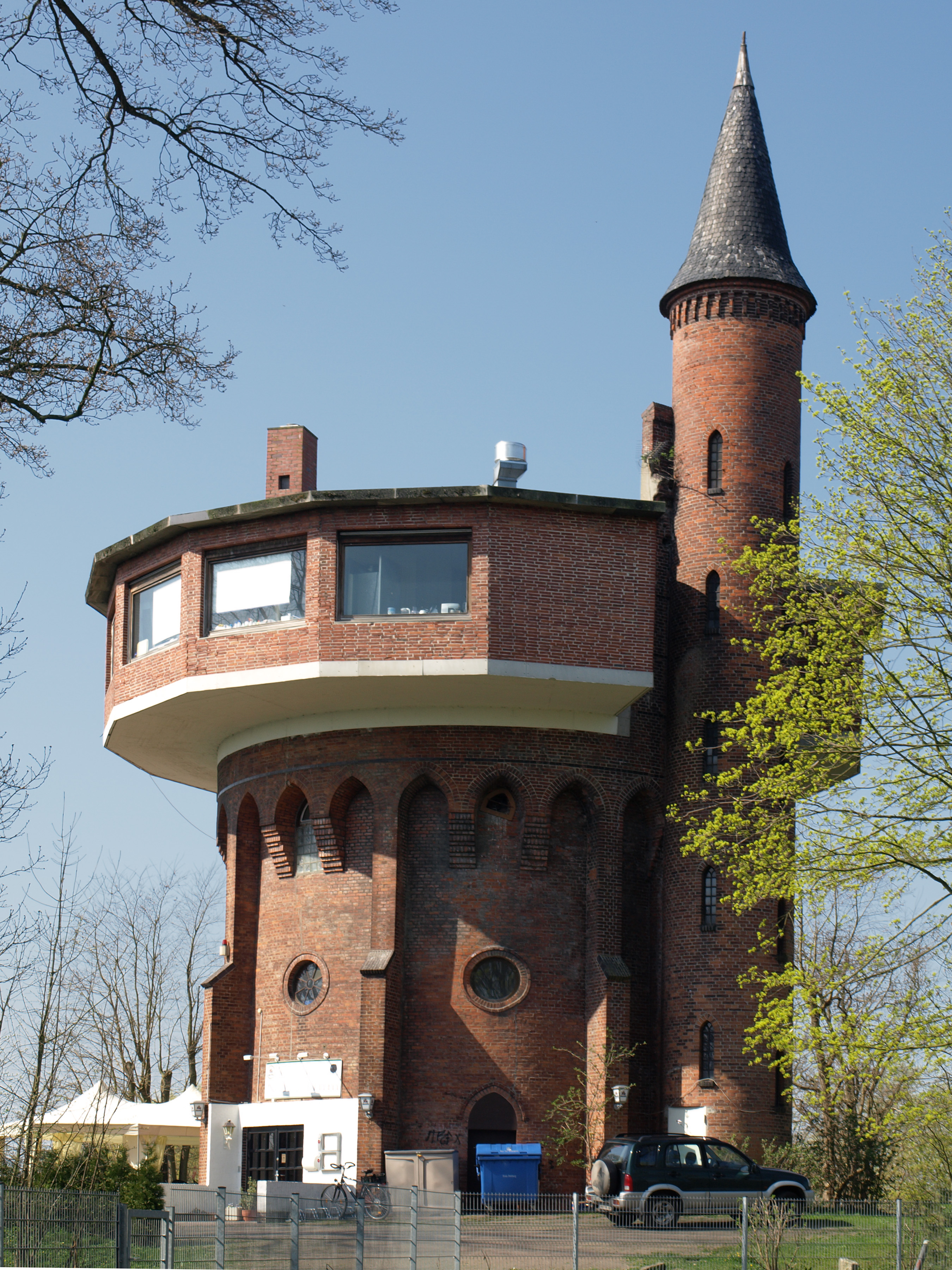
Wasserturm
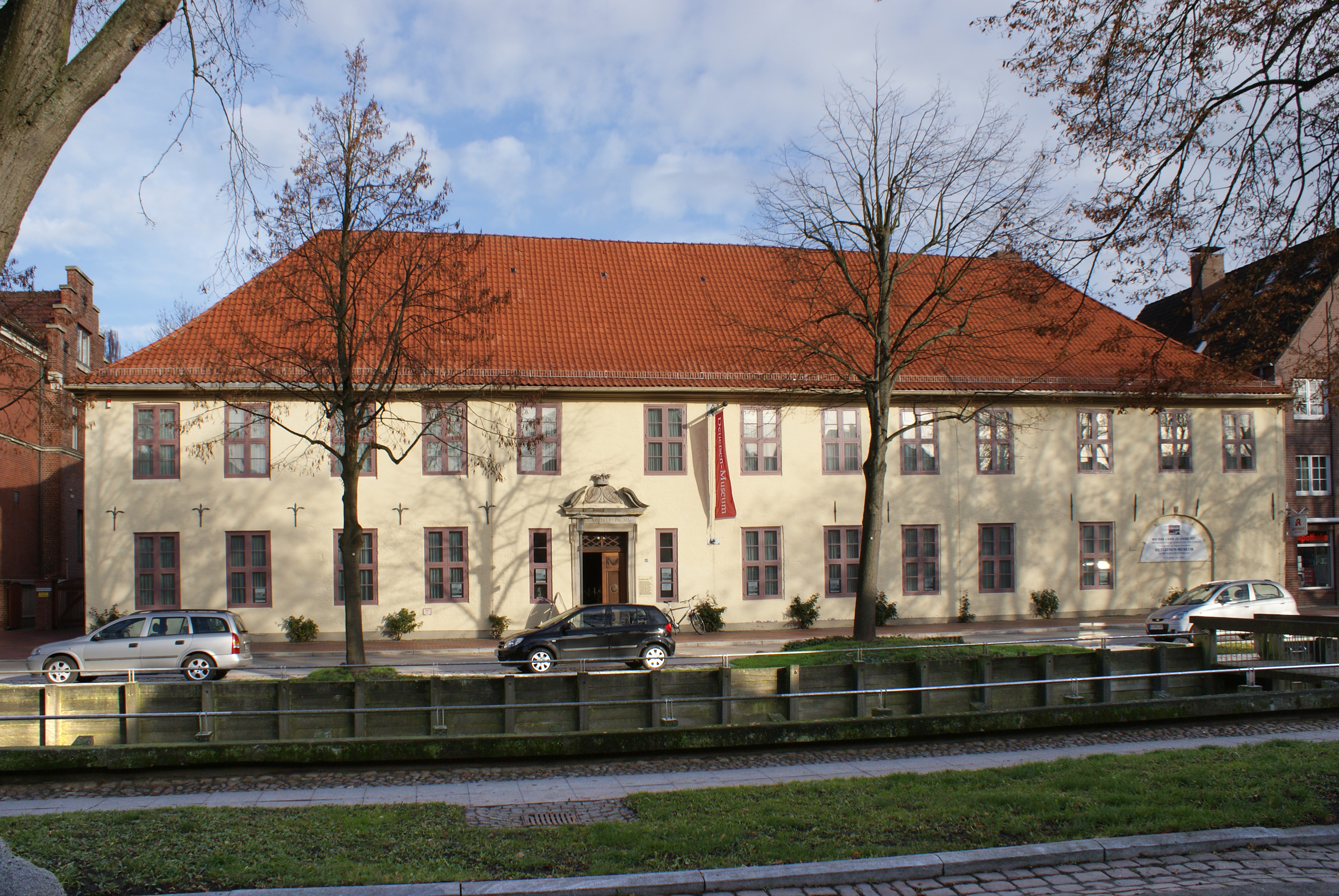
Brockdorff-Palais
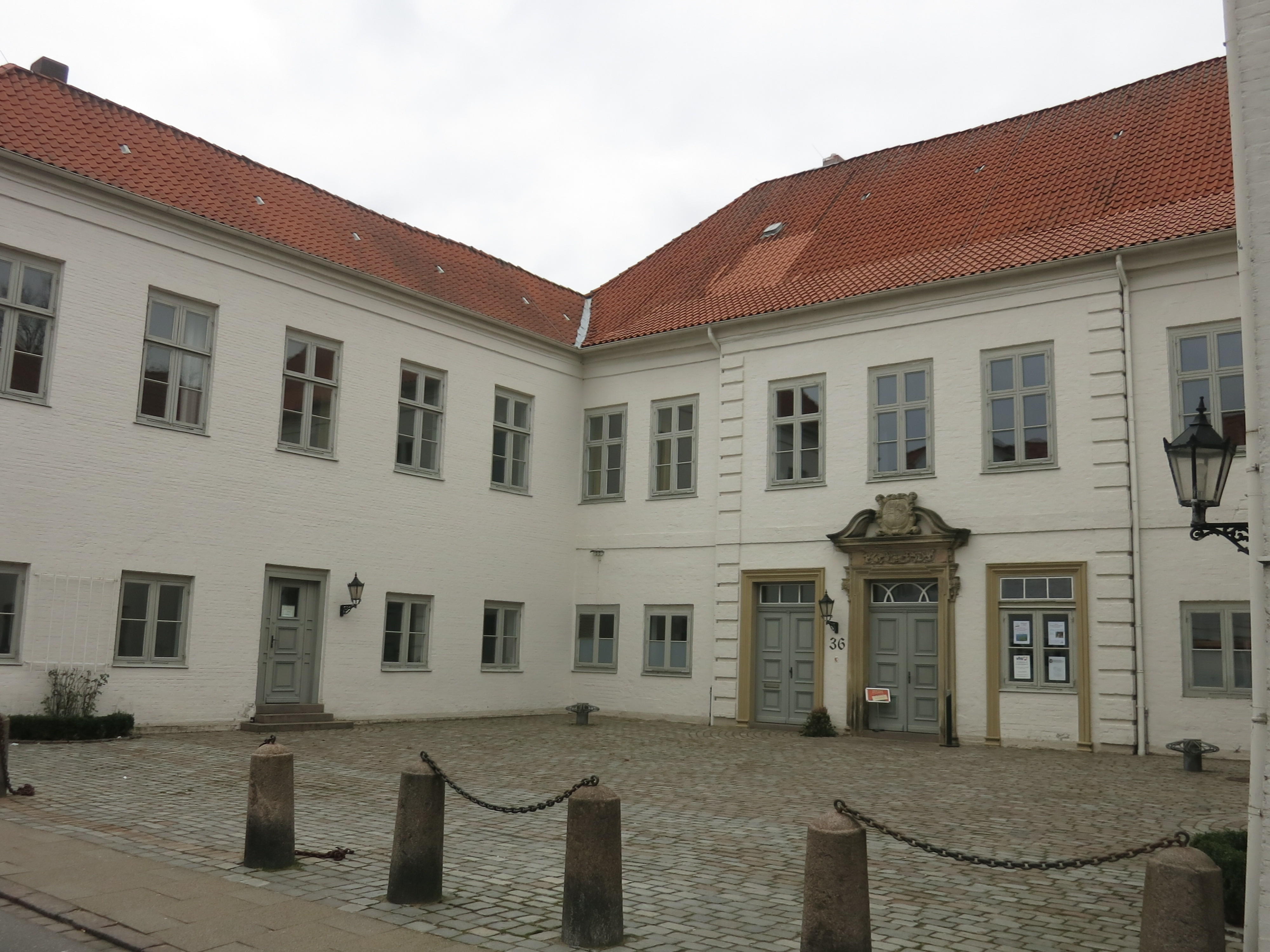
Haus der Volkshochschule im Wasmer-Palais

### Parks und Naherholung
Ein ausgedehnter Stadtpark grenzt im Nordosten unmittelbar an das Stadtzentrum an. Die Deichanlagen am Elbufer geben ebenfalls Gelegenheit zu Spaziergängen. Westlich des Elbedeiches befindet sich im Gemeindegebiet das Naturschutzgebiet Rhinplate und Elbufer südlich Glückstadt. Dieses ist wiederum Teil des europäischen NATURA 2000-Schutzgebietes FFH-Gebiet Schleswig-Holsteinisches Elbästuar und angrenzende Flächen.

### Glückstädter Matjeswochen
Seit 1968 finden jährlich in der historischen Altstadt die Glückstädter Matjeswochen statt, insbesondere auf dem Marktplatz, auf der Straße "Am Fleth" und rund um den Hafen. Das Volksfest findet an vier Tagen im Juni statt. 

## Wirtschaft und Infrastruktur

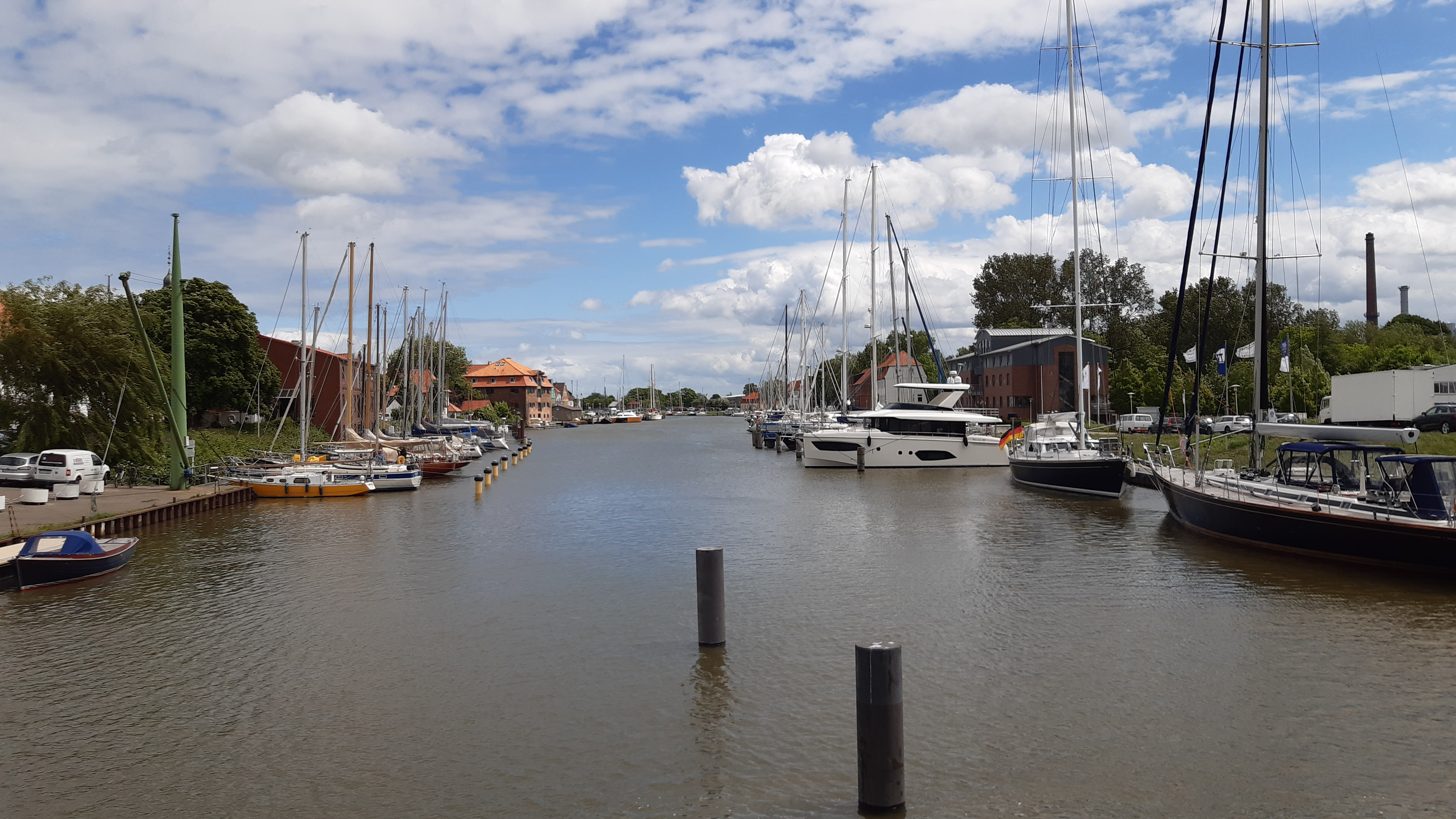
Binnenhafen
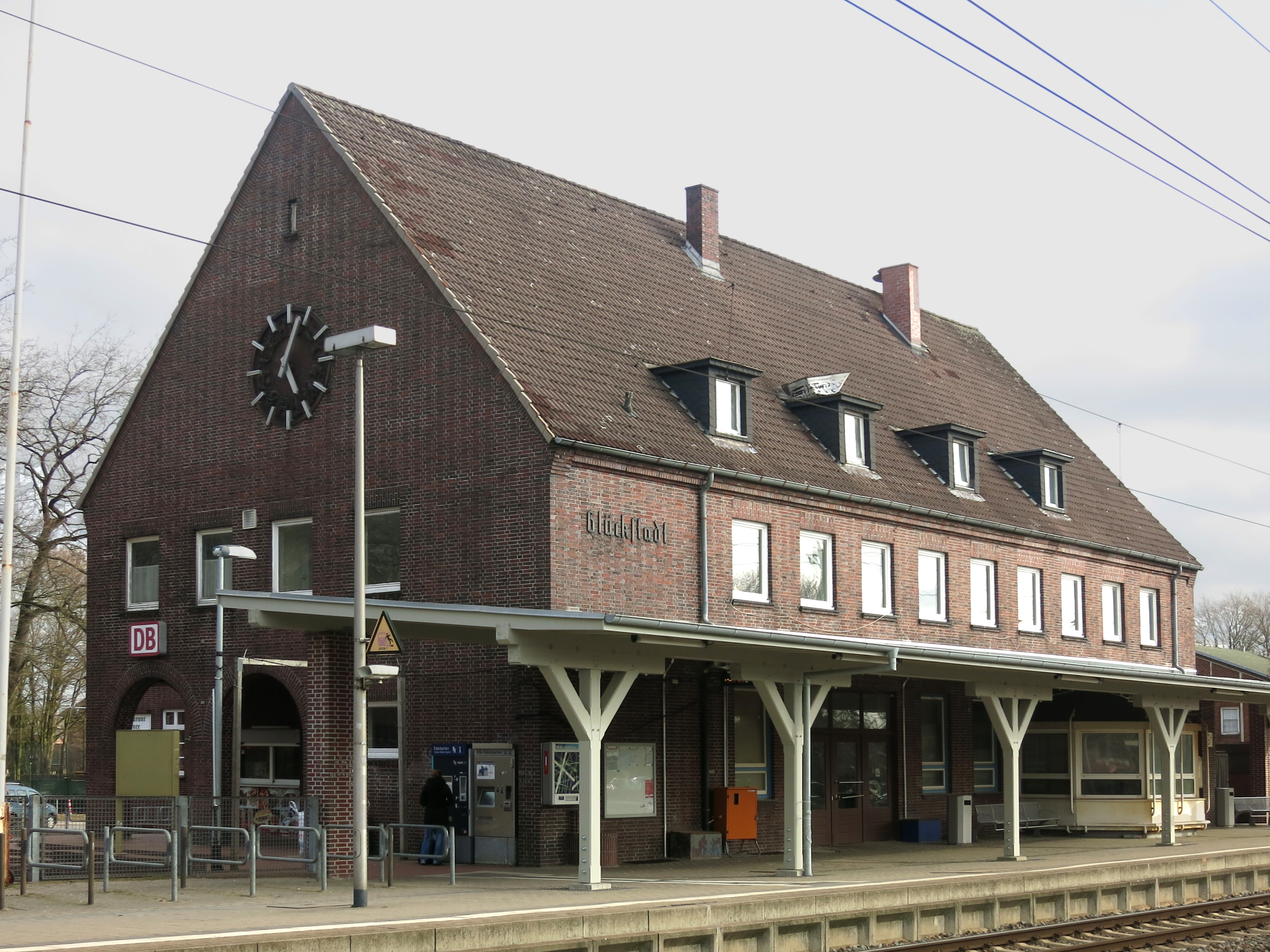
Bahnhof Glückstadt
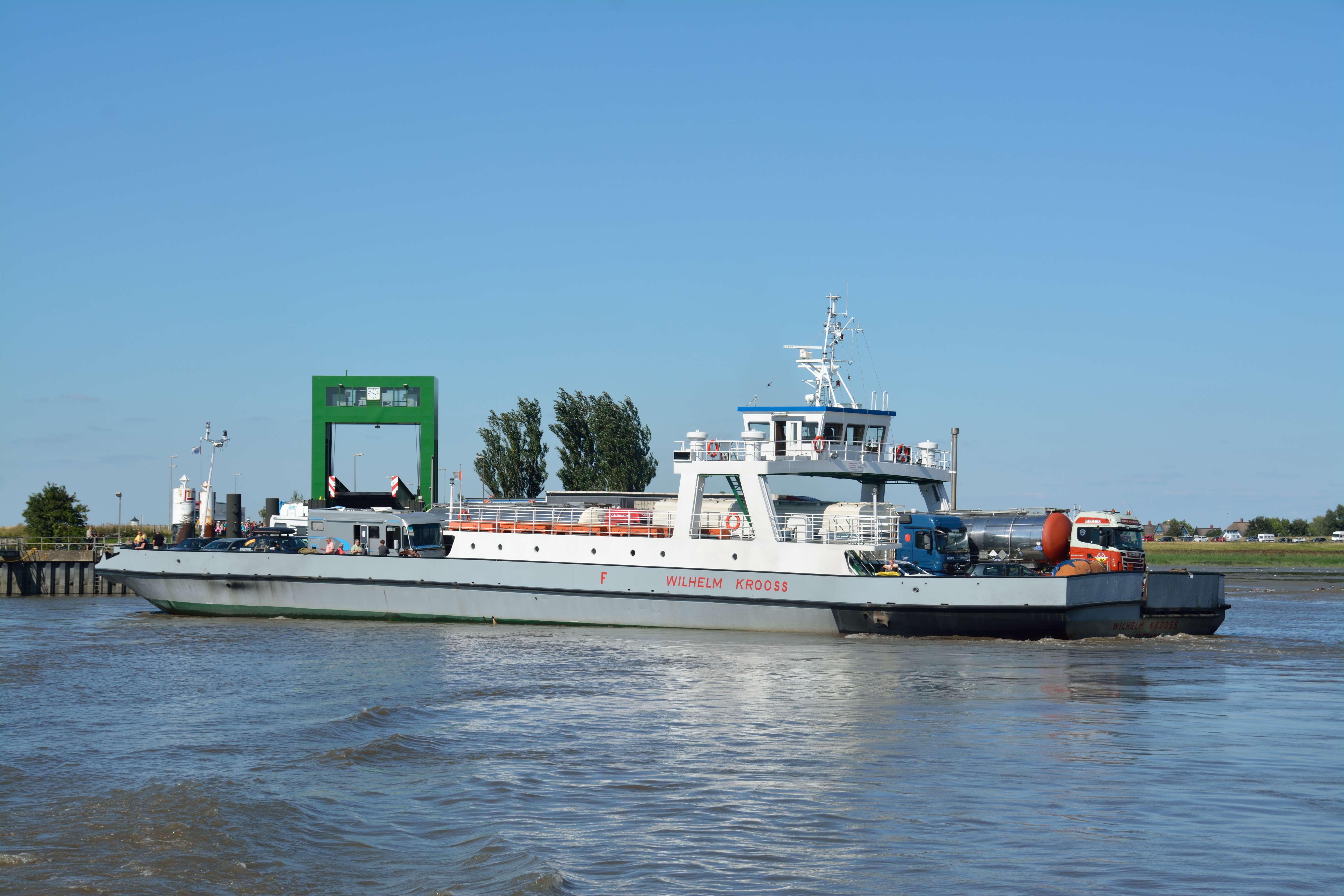
Elbfähre

Glückstadt ist ein ehemaliger Marinestandort. Im Außenhafen können Seeschiffe mit bis zu 130 m Länge, 16 m Breite und 5,8 m Tiefgang anlegen. 2011 betrug der Güterumschlag rund 140.000 Tonnen. Der Landeshafen Glückstadt wurde vom Land Schleswig-Holstein im Jahr 1995 an die Glückstadt Port GmbH verpachtet. Der Binnenhafen ist nur noch für die Sportschifffahrt interessant.
Größter Arbeitgeber ist die Papierfabrik Steinbeis. Von Bedeutung ist auch der Farbenhersteller Wilckens. Seit Oktober 2023 betreibt das Unternehmen HanseGarnelen eine Garnelenfarm in Glückstadt, die eine Jahreskapazität von rund 85 Tonnen hat. Alle drei Betriebe befinden sich in einem ausgedehnten Gewerbegebiet im Süden der Stadt.
Die demographische Entwicklung ist seit 1998 rückläufig. Der historische Stadtkern, die erfolgreichen Bemühungen der Stadtsanierung und die kulinarische Spezialität „Glückstädter Matjes“ sind für den Tagestourismus relevant.

### Verkehr
Glückstadt ist mit dem Bahnhof gleichen Namens an der Marschbahn ins Netz des Schienenpersonennahverkehrs vom Nahverkehrsverbund Schleswig-Holstein eingebunden. Hier halten zwei Regionalbahnlinien (RB 61 sowie 71) auf dem Fahrtweg von Hamburg zum Bahnhof Itzehoe. Ausgangsbahnhof in Hamburg ist bei der RB 61 der dortige Hauptbahnhof, die Linie 71 verkehrt ab Hamburg-Altona. Das aktuell mit dem Betrieb betraute Eisenbahnverkehrsunternehmen ist die Nordbahn Eisenbahngesellschaft.
Überregional bekannt durch die regelmäßigen Meldungen im Verkehrsfunk ist die Elbfähre Glückstadt–Wischhafen. Ihre Existenz ermöglicht im motorisierten Individualverkehr das Einsparen von bis zu etwa 150 Fahrtkilometern, was bei einer jährlichen Beförderungsleistung von 600.000 Kraftfahrzeugen eine Menge von Kohlendioxid einspart. Es ist geplant, die Fährverbindung bei Verlängerung der Autobahn 20 durch einen Tunnel zu ersetzen. Die aktuelle Fährverbindung verbindet die Trassen der Bundesstraße 495 zu beiden Seiten des Flusses. Sie zweigt auf holsteinischer Seite im Bereich der Nachbargemeinde Blomesche Wildnis von der Bundesstraße 431 ab. Die Autobahn 23 verläuft etwa 10 bis 15 Kilometer nordöstlich im Bereich der Gemeinden Hohenfelde, Rethwisch und Lägerdorf in Nordwestlicher Richtung nach Itzehoe. Die zuvor genannten Bundesstraßen sind Bestandteil der Ferienstraße Deutschen Fährstraße.
Fahrradreisetouristen erleben den Ort auf der D-Route Nr. 10 (Elberadweg) und die hier kreuzende Mönchswegroute zwischen Bremen und Fehmarn.

### Medien

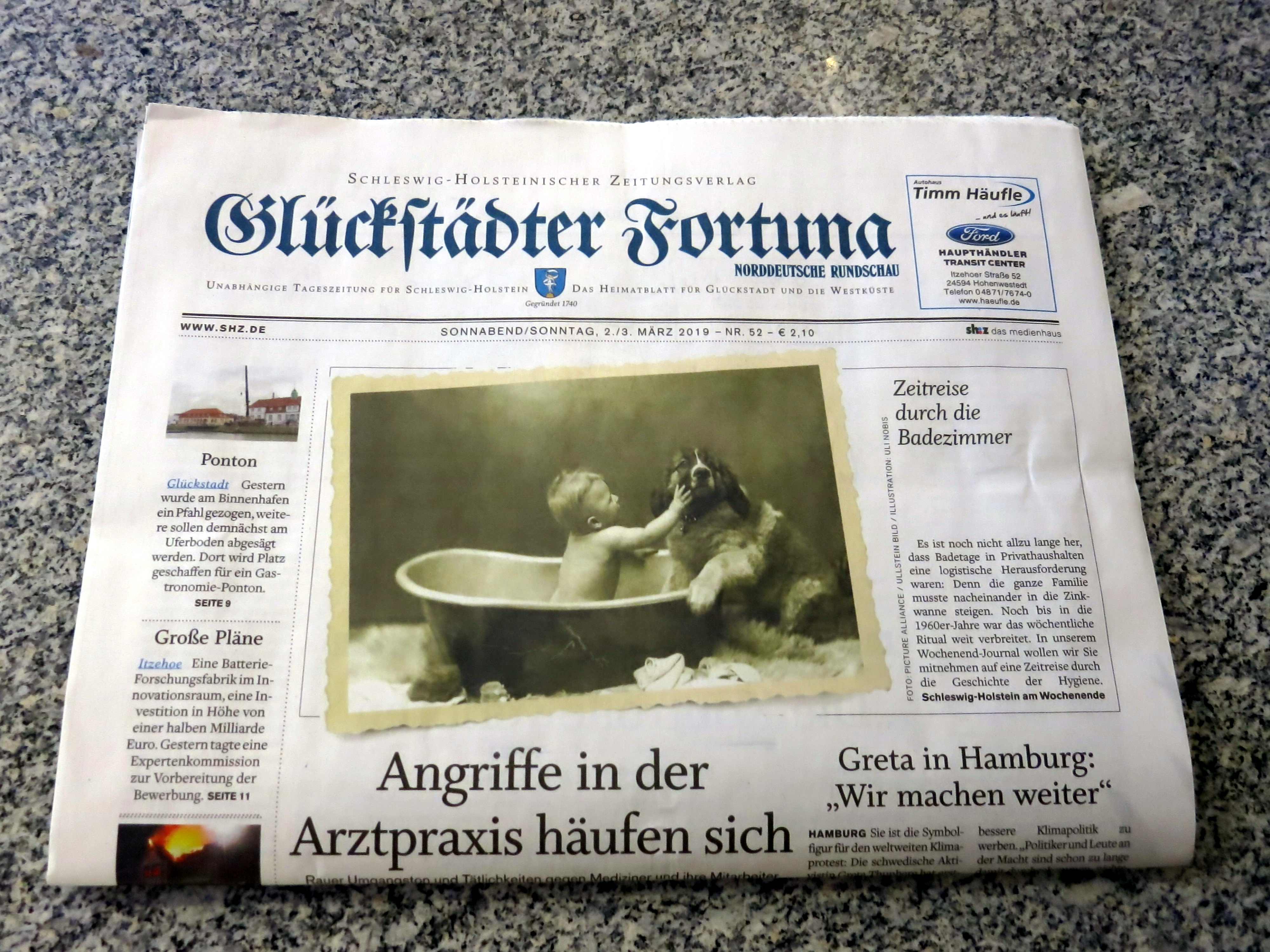
Ausgabe der Tageszeitung Glückstädter Fortuna

In Glückstadt erscheint die 1740 gegründete „Glückstädter Fortuna“, die älteste Tageszeitung in Schleswig-Holstein. Seit 1969 war sie nicht selbstständig erschienen, doch seit März 2014 erscheint die Zeitung wieder.  Monatlich erscheint der „Glückstädter Monatsspiegel“. Glückstadt liegt im Sendegebiet des NDR, ferner können Sender aus Niedersachsen und Hamburg sowie von Radio Bremen empfangen werden.

### Öffentliche Einrichtungen
Die Betriebskrankenkasse Schleswig-Holstein hat ihren Hauptsitz in Glückstadt. Hervorzuheben ist ebenso eine Außenstelle des Wasserstraßen- und Schifffahrtsamtes Hamburg sowie eine Niederlassung der Bundesagentur für Arbeit.
Auf dem Gelände einer ehemaligen Kaserne unterhält die Landesregierung die Abschiebungshafteinrichtung Glückstadt.

### Bildung
Glückstadt verfügt mit dem Detlefsengymnasium über eine der ältesten Schulen in Schleswig-Holstein die 1630 gegründet wurde, Schulträger ist seit 1981 der Kreis Steinburg. 
Zu Beginn des Schuljahres 2007/2008 wurden die übrigen Glückstädter Schulen, die alle dem Glückstädter Schulverband angehören, umstrukturiert. Auf dem Gelände der ehemaligen Realschule am Janssenweg befindet sich nun die Bürgerschule als einzige Grundschule der Stadt, am Standort der ehemaligen König-Christian-Schule (Grund- und Hauptschule) entstand zuerst eine Regionalschule, die 2014 unter dem Namen Elbschule eine Gemeinschaftsschule wurde.
In der Erwachsenenbildung ist die Volkshochschule Glückstadt e. V. aktiv. Die Kurse und Veranstaltungen finden im Wasmer-Palais in der Königstraße statt.

## Persönlichkeiten

### Ehrenbürger
- Benedikt von Schirach (1779–1866), Kanzler des Holsteinischen Obergerichts[40]
- Adolf Halling (1844–1915), Genealoge[40]
- Fritz Lau (1872–1966), niederdeutscher Schriftsteller[40]
- Manfred Bruhn (1930–2012), 1962–1992 Bürgermeister Glückstadts[40]

### Söhne und Töchter der Stadt
- Christoffer von Gabel (1617–1673), dänischer Staatsmann und Kaufmann, Statthalter auf den Färöern und in Kopenhagen, mächtigster Berater Frederiks III. von Dänemark
- Johann Jacob von Wasmer (1671–1747), königlich-dänischer Vizekanzler
- Christoph Woltereck (1686–1735), Schriftsteller, Historiker
- Frederic Louis Norden (1708–1742), dänischer Marineoffizier und Forschungsreisender
- Ludwig Conrad Leopold Wibel (1768–1833), Regierungspräsident im zu Oldenburg gehörenden Fürstentum Birkenfeld
- Andreas Ludwig Adolph Meyn (1786–1858), Pathologe und Hochschullehrer
- August Twesten (1789–1876), Theologe
- Theodor von Kobbe (1798–1845), Jurist, Menschenrechtler und Schriftsteller
- Friedrich Busch (1798–1877), Kirchenhistoriker
- Peter Friedrich Matthiessen (1800–1865), Autor, Jurist und Rechtsanwalt.
- Theodor Olshausen (1802–1869), Advokat, Politiker, Revolutionär von 1848
- Ludwig von Rönne (1804–1891), Jurist, Publizist und Staatsrechtslehrer
- Moritz Bruhn (1806–1883), Verleger
- Jürgen Münster (1818–1875), Kaufmann und Mitglied der Hamburgischen Bürgerschaft
- Wilhelm Theodor Jungclaussen (1820–1903), Gymnasiallehrer und Konrektor
- Theodor Herzbruch (1823–1891), Buchhändler
- Andreas Detlef Jensen (1826–1899), evangelisch-lutherischer Geistlicher, Generalsuperintendent für Holstein
- Gustav Kröhnke (1826–1904), Ingenieur und Landvermesser; Vordenker der Vogelfluglinie
- Johann Friedrich Borchmann (1827–1908), Lehrer und Botaniker
- August Friedrich Schenck (1828–1900), Maler von Tiermotiven
- Sönnich Detlef Friedrich Detlefsen (1833–1911), oft als Detlef Detlefsen auftretend, war ein Philologe und Heimatforscher.
- Johann Flögel (1834–1918), Jurist, Astronom, Botaniker, Zoologe und Naturfotograf
- Ferdinand Philipp (1834–1917), Rechtsanwalt und Politiker
- Viktor Eckard (1838–1907), preußischer Landrat
- Hugo Hinck (1840–1876), Altphilologe und Bibliothekar
- Richard Löhmann (1845–1913), Jurist, Präsident des OLG Hamburg
- Rudolf von Willemoes-Suhm (1847–1875), Zoologe und Forschungsreisender
- Thies Hinrich Engelbrecht (1853–1934), Agrargeograph und Landwirt
- Alexander Francke (1853–1925), deutsch-schweizerischer Verleger und Buchhändler
- Hinrich Magens (1857–1925), Ingenieur und Unternehmer, Erfinder des Transportbetons
- Adolf Mordhorst (1866–1951), evangelisch-lutherischer Theologe, Propst und Bischof für Holstein
- Hermann Bagge (1867–1936), Jurist, Politiker, Mitglied der Hamburgischen Bürgerschaft
- Hugo Jessen (1867–1906), Theaterschauspieler
- Ernst Behrens (1878–1970), Heimatdichter und Schriftsteller
- Max Kahlke (1892–1928), expressionistischer Maler und Grafiker
- Iris Arlan (1901–1985), Schauspielerin
- Otto Erich Hansen (1906–1959), Regierungs- und Landrat
- Heinrich Schuur (* 1937), Flottillenadmiral
- Hauke Strübing (1938–2022), Radiomoderator und Herausgeber
- Hans-Peter Wirsing (1938–2009), Grafiker und Marinemaler
- Willi Holdorf (1940–2020), Olympiasieger (offiziell in der Gemeinde Blomesche Wildnis geboren, aber in einem Teil, der Glückstadt eingemeindet wurde)
- Klaus Alberts (* 1942), Jurist und Autor historischer Werke
- Birgit Reinecke (1944–2013), Juristin, ehemalige Richterin am Bundesarbeitsgericht
- Hertha-Maria Haselmann (* 1944), Gründerin der Lebenswende e. V. (Drogenhilfe) und Trägerin des Bundesverdienstkreuzes
- Dorothea Redepenning (* 1954), Musikwissenschaftlerin und Hochschullehrerin
- Hellmut Augustin (* 1959), Veterinärmediziner, Zellbiologie und Hochschullehrer

### Personen, die mit der Stadt in Verbindung standen oder stehen
- Johann Matthias Schreiber (1716–1771), Orgelbauer in Glückstadt
- Friedrich Heinrich Germar (1776–1865), lutherischer Geistlicher, Theologe und Lehrer, reformierte die Gelehrtenschule
- Wilhelm Süberling (1838-ca. 1906), Musiker, Gründer der Süberlingschen Kapelle und Musikschule
- August Mau (1840–1909), Archäologe; Lehrer in Glückstadt
- Heinrich Paulsen (1898–1974), Städt. Musikdirektor und Komponist
- Ilse Schneider (1910–1991), Kunsterzieherin und Malerin
- Waltrud Bruhn (1936–1999), Schriftstellerin und Künstlerin; lebte und arbeitete in Glückstadt

## Filme
- In der Verfilmung des Kästner-Romans „Emil und die Detektive“ von 1954 dienten die Innenstadt und das Vorland des Glückstädter Außendeiches als Kulisse für die ersten Szenen.
- Die Stadt diente 1974 als Drehort für Wim Wenders’ Spielfilm Falsche Bewegung ebenso wie von 1979 bis 1982 für die Folgen der Fernsehserie Kümo Henriette.[41]
- Zwiebelfische, 2010, Dokumentarfilm von Christian Bau und Artur Dieckhoff über Jimmy Ernst[42]